# 養老渓谷温泉
養老渓谷温泉（ようろうけいこくおんせん）は、千葉県市原市と夷隅郡大多喜町にかかる温泉郷。旅館、民宿が養老川沿いに十数軒点在する。付近は千葉県立養老渓谷奥清澄自然公園に指定され、房総の魅力500選に選定されている。

## 名称
「養老渓谷温泉（ようろうけいこくおんせん）」の名称は養老渓谷の名を冠し、養老川とともに親しまれてきた名称であるが、観光情報やメディアなどの紹介によっては単に「養老温泉（ようろうおんせん）」と呼ばれる場合もある。しかし 岐阜県養老郡養老町の「養老温泉」や北海道標津郡中標津町の「養老牛温泉」との混同を避けるため養老渓谷観光協会や養老渓谷旅館組合などでも使用されている「養老渓谷温泉」が正式名称である。

## 泉質

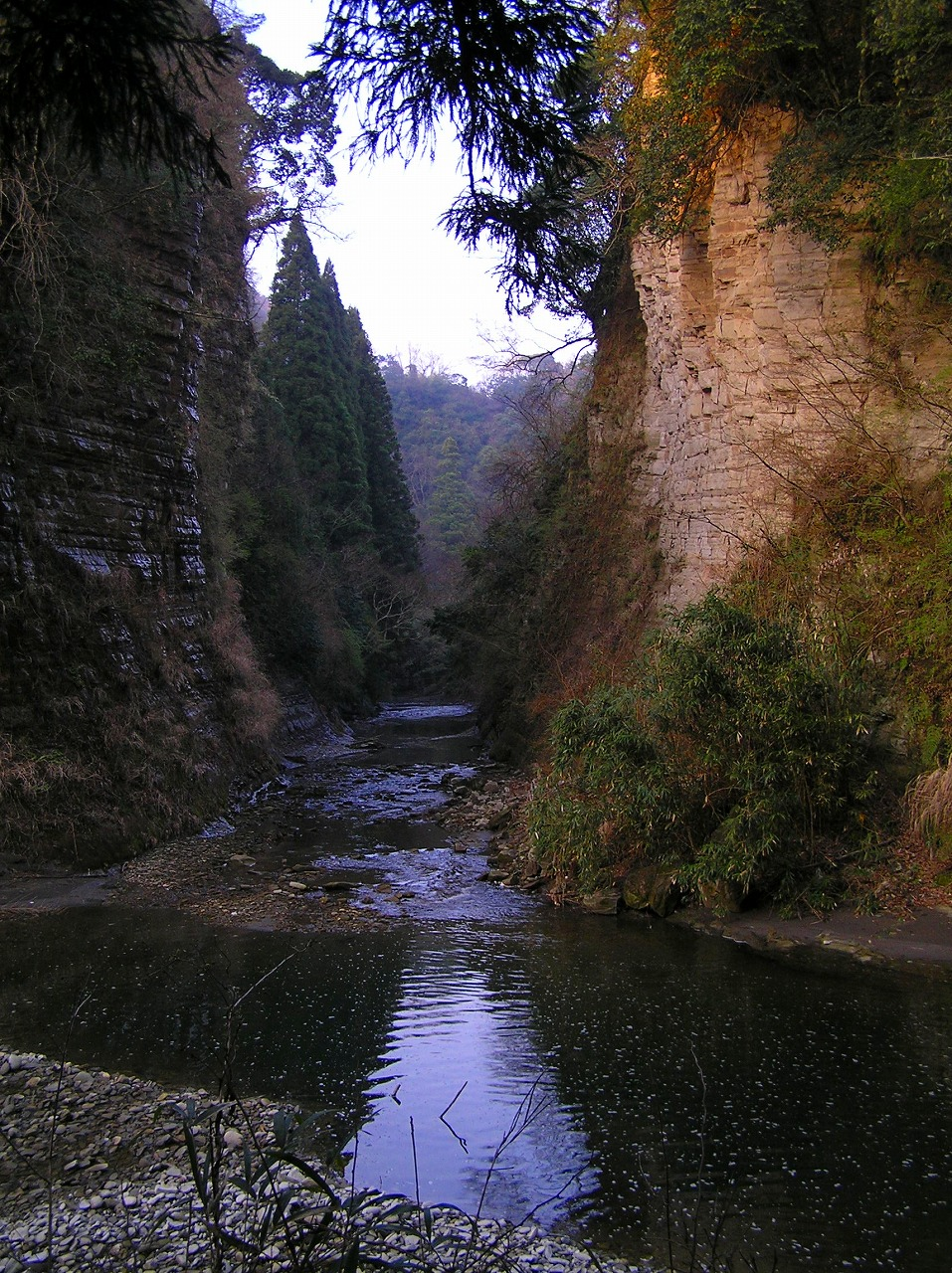
養老鉱泉「弘文洞跡」

夷隅郡大多喜町葛藤地区のほか、各旅館、足湯施設では自家源泉を所有している。
塩化物泉（2000年（平成12年）7月31日温泉分析）と炭酸水素塩泉（1971年（昭和46年）1月7日温泉分析）の泉質がある。
源泉温度は20度前後と低めであり、とろみのある焦げ茶色が特徴の黒湯が一般的である。
- 塩化物泉
  - 源泉温度 19 - 25℃
  - 源泉の色は焦げ茶色（黒湯）
- 炭酸水素塩泉[5]
  - 源泉温度 17℃
  - 源泉の色は焦げ茶色（黒湯）

## 温泉街

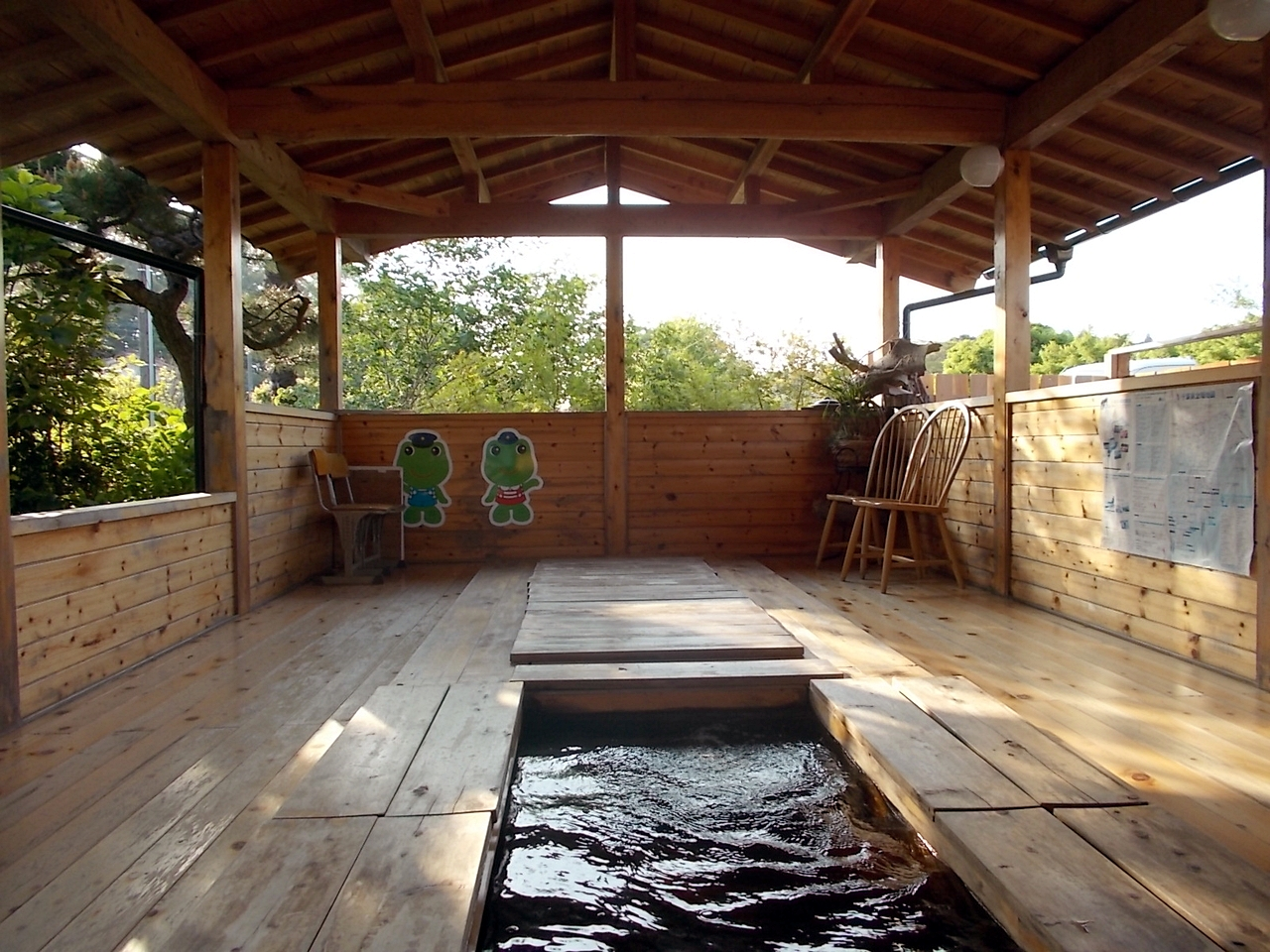
養老渓谷駅足湯（2013年4月）

房総丘陵の山懐に抱かれた奥房総とも呼ばれる房総半島のほぼ中央、市原市と夷隅郡大多喜町の境付近の養老川沿いに位置し、十数軒の温泉旅館や足湯施設などがある。
小湊鉄道の養老渓谷駅には駅舎の中に足湯施設があり、養老川沿い散策の途中にも各所で源泉に触れることもできる。
房総半島の中央付近に位置するため、海、山、川、平野のすべての食材が簡単に入手でき、山菜、タケノコ、カツオ、アユ、ウナギ、キノコ、猪豚鍋など四季折々の地産地消料理が各旅館で提供される。
また、一軒だけ狭いトンネルを通らなければ行けない温泉旅館「隠れ湯の宿 川の家」という川べりの宿があり、漫画家のつげ義春が宿泊したことで知られる。このときの様子は随筆『貧困旅行記』（1991年9月、晶文社）に詳しく書かれている（後述）。
付近は千葉県立養老渓谷奥清澄自然公園に指定されており、養老八景の一つ、房総随一とも言われる落差30m、長さ100mの粟又の滝（養老の滝）や洞門が崩れて絶壁となった弘文洞跡（養老（年金）鉱泉）など、養老川の渓谷美を楽しめる景勝地・養老渓谷、梅ヶ瀬渓谷があり、特に紅葉の季節には行楽客で賑わう。「養老渓谷と温泉郷」として房総の魅力500選にも選定されている。
近年では東京都心から近い行楽地・避暑地として、房総丘陵のハイキング、サイクリング、ツーリング、車でのドライブ途中の日帰り温泉としても利用されている。また、周囲にはゴルフ場が多いため、ゴルフ場併設の温泉施設も多い。

## 歴史
1912年（大正元年）に個人宅の敷地より天然ガスが湧き出し、後の1914年（大正3年）、井戸より鉱泉が湧き出した。この鉱泉を天然ガスで加熱したのが養老渓谷温泉（黒湯）の始まりと伝えられている。高度経済成長期の1970年（昭和45年）には、日本交通公社の『全国温泉案内1300湯』に掲載されていた千葉県の温泉は合計15ヵ所であった。そのなかでも、観光と療養の性格を合わせ持っていた温泉として養老渓谷温泉が取り上げられている。源泉は25℃未満の冷鉱泉であり、30℃以下の温泉地であったため、当時から加熱を要していた。
1991年9月に晶文社より刊行された、漫画家つげ義春の全196ページ、紀行文13編からなる随筆集『貧困旅行記』では、1988年（昭和63年）に移住先を探す目的で家族とともに訪れた際に立ち寄ったことが記されている。小湊鉄道の養老渓谷駅で降り、しばらく歩いたのちに養老川沿いの遊歩道へ迷い込むが、木陰と静寂に満ち土を踏む自分の足音と川音意外聞こえない佇まいに惹かれる。当初、表通りの温泉の風情には興趣を惹かれなかったが、一軒だけトンネルをくぐった先にある「川の家」の崖ぎりぎりに建つ古ぼけた宿屋の風情が気に入り宿泊する。「地味で年寄向きで、養老という名がなるほどと思えた」と述べ、機嫌がよくなる。古ぼけた宿は1997年（平成9年）に建て替えられたが、つげ義春が気に入ったかまぼこ型の天井を持つ洞窟風呂と黒く濁った湯は当時のままである。主人はつげとは言葉は交わさなかったが、後日つげから『貧困旅行記』がいきなり送られてきた。養老渓谷沿いにはつげが隠棲を考えたという小屋が廃屋になり残されている。
養老渓谷、粟又の滝（養老の滝）の観光拠点として歴史を重ね、周囲には湯宿が建ち並び、渓谷を見渡す景観や露天風呂、地下洞窟風呂などが堪能できる房総屈指の温泉地として現在に至る。
2004年（平成16年）には千葉県の飲泉許可第一号として飲泉許可が下り、黒湯源泉飲泉所や温泉旅館「秘湯の宿 滝見苑」などで飲泉することができるようになった。

## 交通

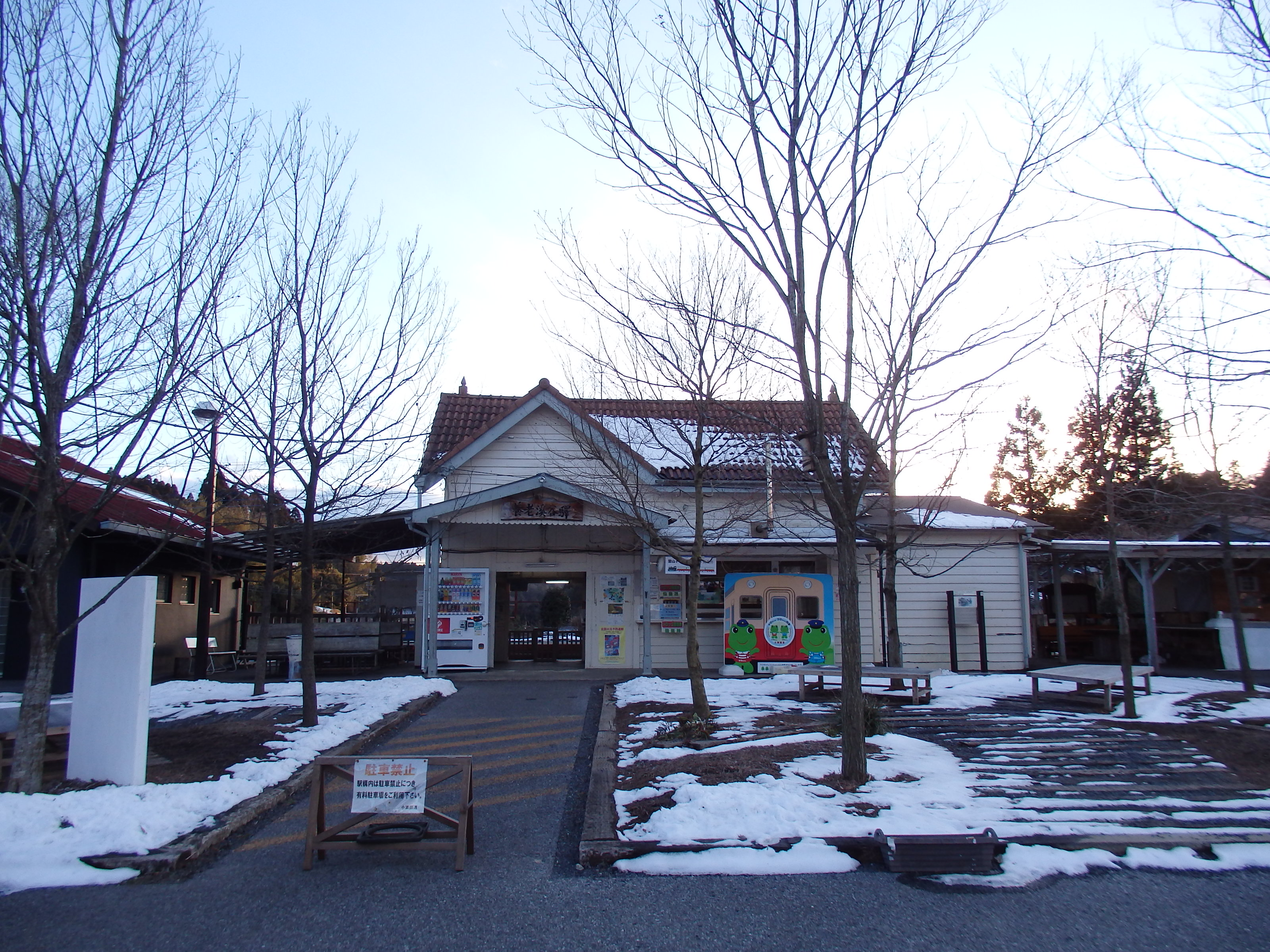
雪の養老渓谷駅

### 鉄道
- 小湊鉄道
  - 小湊鉄道線 養老渓谷駅下車[14]

### バス
- 小湊バス
  - 養01：養老渓谷駅 - 温泉郷入口 - 養老館前 - 天竜荘前 - 粟又ノ滝 - 粟又・ごりやくの湯

### 自動車
- 高速道路
  - 首都圏中央連絡自動車道（圏央道）市原鶴舞インターチェンジ
- 一般道路
  - 千葉県道81号市原天津小湊線（清澄養老ライン）沿い
- 駐車場
  - 大多喜町営の有料駐車場「粟又の滝駐車場」ほか多数点在している

## 周辺情報

### 養老八景
- 弘文洞跡
- 粟又の滝（養老の滝）
- 金神の滝
- 水月寺
- 懸崖境
- 立國寺（出世観音）
- 観音橋
- 筒森もみじ谷
- 梅ヶ瀬渓谷

### その他
- 養老渓谷
- 千代の滝
- 小沢又の滝
- 大福山展望台
- 大多喜城